# 王安澜 (民国)
王安澜（1876年—1924年），中华民国陆军中将，出生于湖北枣阳鹿头王应麟村，祖籍湖北省黄陂王家河木兰山边王家大湾上湾村。
武昌起义爆发后，追随黎元洪进入起义军军政府。黎元洪将其视为心腹。领导参加响应孙中山先生的护法运动。去世后由大总统黎元洪指令，总理王宠惠发出政府公报，家属遵嘱葬于黄陂王家河王家大湾王家墓地